# Кристиан Ланг — человек без запаха
«Кристиан Ланг — человек без запаха» (швед. Lang) — роман финского шведскоязычного писателя Челя Вестё (род. 1961).
Впервые роман был опубликован в Финляндии в 2002 году в издательстве Otava в переводе на финский язык. Первая публикация на языке оригинала — в 2003 году в Швеции в издательстве Norstedts. В 2005 году роман был опубликован на русском языке издательством «Текст» в переводе М. Людковской.
Роман был номинирован на премию «Финляндия» и на литературную премию Северного совета; переведён на многие европейские языки.

## Сюжет
Кристиан Ланг, писатель, а в последние годы также и популярный телеведущий, знакомится с молодой женщиной по имени Сарита. Сразу после знакомства она почти на два месяца пропадает, но вскоре после того, как она сама находит Ланга, они становятся любовниками. Сарита разведена, живёт с малолетним сыном, отец которого то появляется, то надолго исчезает. Ланг некоторое время назад развёлся и теперь одинок. Последние годы он всё в большей степени чувствовал усталость от собственного существования и внутреннюю опустошённость, теперь же, после знакомства с Саритой, в нём снова просыпается жажда жизни. Однако с самого начала отношений Ланга не ощущает счастья, ему время от времени кажется, что для неё он лишь инструмент, с помощью которого она получает удовольствие. Кончается же всё тем, что Ланг оказывается в тюрьме по обвинению в убийстве бывшего мужа Сариты…

…Нет ничего глупее, когда во взрослом человеке, достигшем вершины успеха, живёт подросток, который считает свою жизнь мученичеством и видит тьму даже там, где светит солнце.
Действие романа, как и большинства других произведений Челя Вестё, происходит в его родном городе Хельсинки.

## Персонажи
Основные персонажи:
- Кристиан Ланг, писатель, телеведущий
- Анни, бывшая жена Ланга
- Юхан, сын Кристиана Ланга и Анни
- Эстелла, сестра Ланга, с юности имеет проблемы психического характера
- Харри, дядя Ланга
- Сарита, любовница Ланга
- Марко, бывший муж Сариты
- Миро, сын Сариты и Марко
- Кати, бабушка Миро, мать Марко
- Минккинен, телепродюсер Ланга
- Кирси, подруга Сариты, крёстная Миро
- Конрад (Конни) Вендель, писатель, друг Кристиана Ланга со школьных времён
- Габриэлла (Габи), жена Венделя
- Мерио, владелец телеканала, на котором работает Ланг

Повествование частично ведётся от третьего лица, частично — от первого лица, в роли которого выступает Конрад Вендель.

Тупо пялясь в монитор, где в далёком чёрном пространстве вращались геометрические фигуры, он видел перед собой её спину в рассеянном утреннем свете, разноцветные браслеты на расслабленной, тяжело свисающей руке и впалый пупок, который поднимался и опускался при дыхании.